# Sepia opipara
Sepia opipara är en bläckfiskart som först beskrevs av Tom Iredale 1926.  Sepia opipara ingår i släktet Sepia och familjen Sepiidae. IUCN kategoriserar arten globalt som livskraftig. Inga underarter finns listade i Catalogue of Life.